# Eremisca laticerca
Eremisca laticerca là một loài ruồi trong họ Asilidae. Eremisca laticerca được Lehr miêu tả năm 1987. Loài này phân bố ở vùng Cổ Bắc giới và châu Á.